# Artur Svebeck
Sven Artur Svebeck, född 21 mars 1912 i Karlstorp, Jönköpings län, död 23 juni 1998 i Motala, var en svensk disponent målare och tecknare.
Han var son till nederlagsföreståndaren Oskar Svensson och Selma Hill och från 1937 gift med Maja Moberg. Svebeck studerade porträttmåleri för Fredrik Lagerström i Stockholm 1935–1936 och allmän konst för Rolf Trolle i Linköping 1936. Separat ställde han ut på Nystedts konstsalong i Linköping 1951 och han medverkade i samlingsutställningar med Östgöta konstförening i Linköping. Bland hans offentliga arbeten märks väggmålningen Borensberg som utfördes på uppdrag av Borensbergs kommun. Hans konst består av figur- och landskapsmotiv utförda i akvarell eller pastell. Som tecknare medverkade han under signaturen Seven i Östgöta-Correspondenten 1931–1956 och han utförde även illustrationer för sago- och pojkböcker.